# Ross Muir
Ross Muir est un joueur de snooker de nationalité écossaise, né le 6 octobre 1995 à Édimbourg en Écosse. Il joue au niveau professionnel de 2013 à 2019. Son meilleur classement a été la 67e place, il l'avait atteinte en mai 2017.

## Carrière
Ross Muir a disputé quatre finales sur le circuit amateur et en a remporté deux, en 2009, puis en 2013. Le point culminant de sa carrière professionnelle a été une finale à l'Open de Vienne en 2018. Il s'était incliné contre Michael Georgiou à la manche décisive. Son meilleur résultat sur les tournois de classement est huitième de finale, atteint à quatre reprises (Snooker Shoot-Out 2017, Masters d'Europe 2018, Open de Grande-Bretagne 2021 et Open d'Angleterre 2021).
Il est relégué du circuit professionnel après la saison 2018-2019. En 2022, il remporte la première épreuve du circuit qualificatif (Q Tour) et est finaliste de la sixième épreuve. Il termine second au classement du Q Tour mais il ne parvient pas à s'imposer à l'épreuve finale des play-offs. Ross Muir regagne sa carte sur le circuit professionnel en devenant champion d'Europe amateur en 2023 à Malte.

## Palmarès
| Légende | Catégorie                      | Titres                         | Finales                        |
|         | Tournois classés               | 0                              | 0                              |
|         | Tournois non classés           | 0                              | 0                              |
|         | Tournois pro-am                | 2                              | 1                              |
|         | Circuit du challenge           | 1                              | 1                              |
|         | Tournois amateurs              | 3                              | 2                              |
| Gras    | Tournois de la triple couronne | Tournois de la triple couronne | Tournois de la triple couronne |

### Titres
| Saison    | Nom du tournoi               | Lieu              | Finaliste        | Score | Tableau |
| 2009      | Pot Black junior             | Sheffield         | Jak Jones        | 1-0   |         |
| 2013      | Championnat d'Écosse amateur |                   | Dylan Craig      | 7-3   |         |
| 2018-2019 | Open des trois rois          | Brégence          | Andreas Ploner   | 4-1   |         |
| 2022-2023 | Q Tour n°1                   | North Shields     | George Pragnell  | 5-2   |         |
| 2023      | Championnat d'Europe amateur | San Pawl il-Baħar | Michael Collumb  | 5-1   |         |
| 2023-2024 | Open d'Italie                | Bolzano           | Giuseppe Maisano | 3-0   |         |

### Finales perdues
| Saison    | Nom du tournoi                           | Lieu      | Finaliste        | Score | Tableau |
| 2011      | Star du futur Pontins                    | Prestatyn | Eden Sharav      | 0-4   |         |
| 2011      | Championnat d'Europe des moins de 17 ans |           | Zak Barton       | 1-5   |         |
| 2018-2019 | Open de Vienne                           | Vienne    | Michael Georgiou | 4-5   | Tableau |
| 2022-2023 | Q Tour n°6                               | Leeds     | Martin O'Donnell | 1-5   |         |